# Cerul începe la etajul III
Cerul începe la etajul III este un film românesc din 1967 scris și regizat de Francisc Munteanu. Rolurile principale au fost interpretate de actorii Silviu Stănculescu, Irina Gărdescu și Gheorghe Ionescu Gion.

## Distribuție
- Silviu Stănculescu ca Mihai Dan[1]
- Irina Gărdescu - Ana
- Gh. Ionescu-Gion - Doctorul
- Silvia Fulda - Soția doctorului
- Ștefan Ciobotărașu - Cârciumarul
- Matei Alexandru - Cazacul
- Emil Hossu - Tony
- Cornel Gîrbea - Civilul
- Petre Gheorghiu-Goe - Tânărul
- Traian Petruț - Un ofițer german
- Constantin Rauțchi - Cizmarul
- Emmerich Schäffer ca Soțul Anei
- Dan Spătaru
- Ștefan Tapalagă
- Alexandru Arșinel

## Producție
Filmările au avut loc în perioada 13.03.– 09.06.1967. Cheltuielile de producție s-au ridicat la 3.024.170 lei.

## Primire
Filmul a fost vizionat de 1.556.556 de spectatori în cinematografele din România, după cum atestă o situație a numărului de spectatori înregistrat de filmele românești de la data premierei și până la data de 31 decembrie 2014 alcătuită de Centrul Național al Cinematografiei.